# Leonard Slatkin
Leonard Edward Slatkin (ur. 1 września 1944 w Los Angeles) – amerykański dyrygent, kompozytor i pedagog.

## Wczesne lata i edukacja
Slatkin urodził się w muzycznej rodzinie rosyjskich emigrantów żydowskiego pochodzenia. Jego ojciec, Felix Slatkin, był skrzypkiem i dyrygentem, matka – Eleanor Aller była wiolonczelistką. Oboje byli członkami-założycielami słynnego Hollywood String Quartet.
Leonard Slatkin uczył się gry na skrzypcach, altówce i fortepianie. Jego pierwszym nauczycielem muzyki był ojciec. Studiował dyrygenturę na Indiana University (1962), Los Angeles City College (1963) i w Aspen Music Festival and School u Waltera Susskinda. W latach 1964–1968 studiował w nowojorskiej Juilliard School, gdzie uzyskał tytuł Bachelor of Music.

## Kariera artystyczna

### Działalność dyrygencka
W 1966 zadebiutował w Nowym Jorku w Carnegie Hall dyrygując New York Youth Symphony. Dwa lata później jego mentor, Walter Susskind, wyznaczył go na asystenta dyrygenta St. Louis Symphony Orchestra. Slatkin pracował z tą orkiestrą przez 6 lat przechodząc przez kolejne stopnie kariery dyrygenckiej, zostając w 1974 pierwszym dyrygentem gościnnym. W latach 1977–1979 był dyrektorem muzycznym New Orleans Symphony.
W 1979 powrócił do St. Louis Symphony Orchestra obejmując stanowisko dyrektora muzycznego, które pełnił do 1996. Pod jego kierownictwem orkiestra St. Louis stała się jednym z przodujących amerykańskich zespołów filharmonicznych: nagrała 30 płyt, nadawała cotygodniowe koncerty radiowe i odbyła pięć zagranicznych tournée po Europie i Azji.
W 1996 Slatkin został powołany na dyrektora muzycznego National Symphony Orchestra w Waszyngtonie i pełnił tę funkcję do 2008. W 2000 Slatkin został pierwszym dyrygentem BBC Symphony Orchestra, a prowadzona przez niego w 2001 Last Night of the Proms z pamiętnym wykonaniem Adagio for Strings Samuela Barbera była przejmującym hołdem oddanym ofiarom ataków terrorystycznych z 11 września 2001.
Slatkin był pierwszym dyrygentem gościnnym London Philharmonic Orchestra i Royal Philharmonic Orchestra, a także Pittsburgh Symphony Orchestra, Los Angeles Philharmonic i Minnesota Orchestra. Dyrygował najbardziej znamienitymi światowymi orkiestrami, takimi jak Filharmonia Nowojorska, Chicagowska Orkiestra Symfoniczna, Orkiestra Filadelfijska, Bostońska Orkiestra Symfoniczna, San Francisco Symphony, Los Angeles Philharmonic, London Philharmonic Orchestra, Royal Philharmonic Orchestra, Berliner Philharmoniker, Bayerischer Rundfunk, Szwedzka Królewska Orkiestra Filharmoniczna, Koninklijk Concertgebouworkest, Orchestre de Paris, Oslo Philharmonic Orchestra, Izraelska Orkiestra Filharmoniczna, a także tokijska Orkiestra Symfoniczna NHK, pekińska China Philharmonic Orchestra oraz Shanghai Symphony Orchestra.
Od 2007 jest dyrektorem muzycznym Detroit Symphony Orchestra, a od 2009 Orchestre National de Lyon.
W 2016 razem z Detroit Symphony Orchestra był gospodarzem trwającego trzy tygodnie Festiwalu Brahmsa w Detroit. W 2017 był przewodniczącym jury podczas XV Międzynarodowego Konkursu Pianistycznego im. Van Cliburna.

### Działalność pedagogiczna
Jest założycielem i byłym dyrektorem muzycznym St. Louis Symphony Youth Orchestra oraz National Conducting Institute w Waszyngtonie. Wykładał w takich instytucjach jak nowojorskie Manhattan School of Music i Juilliard School, Aspen Music Festival and School w Kolorado, Jacobs School of Music (przy Indiana University Bloomington), National Orchestral Institute (przy University of Maryland), kalifornijskiej Music Academy of the West i New World Symphony na Florydzie.
Slatkin jest także autorem książki Conducting Business: Unveiling the Mystery Behind the Maestro wydanej w 2012 przez wydawnictwo Amadeus Press i nagrodzonej w 2013 Deems Taylor Special Recognition Award.

### Działalność kompozytorska
Pierwsze kompozycje Slatkin napisał dla St. Louis Symphony Orchestra. The Raven, utwór na narratora i orkiestrę, miał premierę w 1971, z Vincentem Pricem w roli narratora. W 1975 orkiestra St. Louis Symphony dała premierę koncertu na dwie wiolonczele, dedykowanego matce i bratu kompozytora, zatytułowanego Dialogue for Two Cellos and Orchestra, a następnie utwór ten był wykonywany przez solistów Yo-Yo Ma i Sol Gabetta z towarzyszeniem National Symphony Orchestra.
Slatkin skomponował także Fin (premiera w 2004, z National Symphony Orchestra), Endgames, concerto grosso na instrumenty dętę drewniane i instrumenty smyczkowe (premiera w 2014, z Detroit Symphony Orchestra) oraz Kinah, elegię dedykowaną rodzicom (premiera w 2015, z Detroit Symphony Orchestra).

## Życie prywatne
Slatkin jest pochodzenia żydowskiego, jego przodkowie mieszkali na terenach carskiej Rosji. Jego prapradziadek ze strony ojca, pochodzący z Podola Chaim Peretz Zlotkin, w 1904 wyemigrował z rodziną do Stanów Zjednoczonych i osiedlił się w Saint Louis. Nazwisko Zlotkin zostało wtedy zmienione na Slatkin. Przodkiem ze strony matki był Modest Altschuler (1873–1963), student Konserwatorium Moskiewskiego, pochodzący z Mohylewa na Białorusi, który wyemigrował do USA w 1893 i zrobił karierę jako wiolonczelista, dyrygent i kompozytor oraz założyciel Russian Symphony Orchestra w Nowym Jorku.
Młodszy brat Slatkina, wiolonczelista Frederick Zlotkin, powrócił do oryginalnej formy rodowego nazwiska. Jest pierwszym wiolonczelistą w New York City Ballet i pedagogiem.
Leonard Slatkin jest żonaty po raz czwarty. Trzy pierwsze małżeństwa (z Beth Gootee, z Jerilyn Cohen i z sopranistką Lindą Hohenfeld) zakończyły się rozwodami. Z Lindą Hohenfeld ma syna, Daniela.
20 listopada 2011 ożenił się z Cindy McTee, która jest kompozytorem i pedagogiem muzycznym, absolwentką m.in. Akademii Muzycznej w Krakowie. Oboje mieszkają w Bloomfield Hills, w stanie Michigan.

## Odznaczenia
- 2003 – National Medal of Arts (USA)[17]
- 2004 – Kawaler Legii Honorowej (Francja)
- 2008 – Order Przyjaźni (Rosja)[18]

## Nagrania
Slatkin nagrał ponad 100 płyt, z czego 7 otrzymało Nagrodę Grammy, a 64 były do niej nominowane (stan na 2017).
Z St. Louis Symphony Orchestra nagrał dla wytwórni Vox Records, EMI i RCA Records serię albumów z muzyką amerykańskich mistrzów muzyki symfonicznej, takich jak Leonard Bernstein, Aaron Copland, William Schuman i Walter Piston. Nagrał także wszystkie symfonie Vaughana Williamsa i Edwarda Elgara, wybrane symfoniie Josepha Haydna oraz utwory Brittena, Szostakowicza, Prokofjewa i in.
Z Detroit Symphony Orchestra nagrał dla wytwórni Naxos utwory Saint-Saënsa, Ravela i Berlioza, a także wszystkie symfonie Brahmsa, Beethovena i Czajkowskiego.
Nagrywał także z innymi orkiestrami, m.in. z amerykańską National Symphony Orchestra, brytyjskimi London Philharmonic Orchestra i London Symphony Orchestra, niemiecką Bavarian Radio Symphony Orchestra i in.